# Joseph Rotblat
Sir Joseph (Józef) Rotblat (n. 4 noiembrie 1908, Varșovia – d. 31 august 2005, Londra) a fost un fizician polonez, care s-a autointitulat ca fiind „polonez cu pașaport britanic”. Rotblat a fost singurul fizician care a părăsit Proiectul Manhattan (1942-1946) din motive de conștiință. Activitatea lui Rotblat cu privire la efectele negative ale ploilor radioactive a reprezentat o contribuție majoră la ratificarea în 1963 a Tratatului de Interzicere Parțială a Testelor Nucleare. Semnatar al Manifestului Russell–Einstein (1955), el a fost secretar-general al Conferințelor Pugwash cu privire la Știință și Afaceri Mondiale de la înființare și până în 1973. În anul 1995 a fost distins, împreună cu Conferințele Pugwash, cu Premiul Nobel pentru Pace, drept recunoaștere a eforturilor depuse pentru dezarmarea nucleară.

## Formarea profesională
Józef Rotblat s-a născut într-o familie evreiască din Varșovia, pe atunci parte a Imperiului Rus, la 4 noiembrie 1908, ca unul dintre cei șapte copii (dintre care doi nu au supraviețuit nașterii.) Tatăl său, Zygmunt Rotblat, a construit și condus o afacere la nivel national cu trăsuri, terenuri și cai de rasă. Primii ani ai lui Józef au fost petrecuți într-o gospodărie prosperă, dar circumstanțele s-au schimbat după izbucnirea Primului Război Mondial. Granițele au fost închise și caii rechiziționați, ceea ce a determinat prăbușirea afacerii și sărăcirea familiei. În ciuda faptului că avea o educație religioasă, el a devenit mai târziu un agnostic.
După sfârșitul Primului Război Mondial, el a lucrat ca electrician la Varșovia și a căpătat o ambiție sporită de a deveni fizician. Deși nu avea o educație formală, el a obținut un post la departamentul de fizică al Universității Libere din Polonia, obținând un masterat în 1932 și titlul de doctor în fizică la Universitatea din Varșovia în 1938. A deținut funcția de cercetător în cadrul Laboratorului de Radiații al Societății Științifice din Varșovia și a devenit în 1937 director adjunct al Institutului de Fizică Atomică de la Universitatea Liberă din Polonia. În această perioadă, s-a căsătorit cu o studentă la Facultatea de Literatură, Tola Gryn, pe care o cunoscuse în 1930.
Înainte de izbucnirea celui de-al Doilea Război Mondial, el a efectuat experimente care au arătat că în procesul de fisiune sunt eliberați neutroni. La începutul anului 1939, el a preconizat că dacă într-un timp foarte scurt s-ar putea produce un număr suficient de mare de fisiuni nucleare, acestea ar avea ca rezultat eliberarea unei cantități enorme de energie. El a ajuns să calculeze că acest proces ar putea avea loc în mai puțin de o microsecundă și în consecință s-ar putea produce o explozie.
De asemenea, în 1939, el a fost invitat să studieze la Paris (prin legăturile pe care le avea cu poloneza Marie Curie) și la Universitatea din Liverpool, sub îndrumarea lui James Chadwick, câștigător al Premiului Nobel pentru descoperirea neutronului. Chadwick construia un accelerator de particule numit „ciclotron” pentru a studia reacțiile nucleare fundamentale, iar Rotblat a vrut să construiască un dispozitiv similar la Varșovia, așa că a decis să i se alăture lui Chadwick la Liverpool. El a călătorit în Anglia singur, pentru că nu-și putea permite să-și susțină acolo și soția.
Înainte, Chadwick i-a oferit lui Rotblat o bursă (Oliver Lodge Fellowship), dublându-i venitul, iar în vara anului 1939 tânărul polonez s-a întors acasă, cu intenția de a o aduce pe Tola cu el. Totuși, când a venit timpul să plece de la Varșovia la sfârșitul lunii august, ea s-a îmbolnăvit și a rămas în Polonia, trebuind să-l urmeze în câteva zile; dar izbucnirea războiului a adus nenorocirea. Tola a fost blocată în Polonia, iar toate eforturile disperate ale lui Joseph în lunile care au urmat pentru a o scoate din țară prin Belgia, Danemarca sau Italia nu au reușit, deoarece fiecare țară își închisese granițele din cauza războiului. Mai târziu, ea a ajuns în lagărul de exterminare de la Majdanek, unde a murit în Holocaust, iar Rotblat nu a mai văzut-o niciodată. Acest lucru l-a afectat profund pentru tot restul vieții sale, iar el nu s-a mai recăsătorit.

## Proiectul Manhattan
În timp ce se afla încă în Polonia, Rotblat și-a dat seama că activitatea sa ar putea fi folosită pentru a produce o bombă. El a crezut mai întâi că ar trebui „să scoată totul din mintea sa”, dar ca urmare a ascensiunii Germaniei Naziste a continuat cercetările pentru că a crezut că singura modalitate de a preveni Germania Nazistă să folosească o bombă nucleară a fost să ajute Marea Britanie să obțină una care să acționeze ca un factor de descurajare. După începerea războiului, el a început să lucreze în mod explicit cu Chadwick la producerea bombei.
La începutul anului 1944, Rotblat a mers cu grupul profesorului James Chadwick pentru a lucra la Proiectul Manhattan pentru construirea primei bombe atomice. Condiția obișnuită pentru cei care urmau să lucreze la Proiectul Manhattan a fost că ei să devină cetățeni americani sau britanici. Rotblat a refuzat, iar americanii au renunțat la această condiție. El a continuat să aibă rețineri puternice cu privire la folosirea științei pentru a dezvolta o astfel de armă devastatoare. Ca urmare, a fost șocat în luna martie 1944 când a participat la o cină privată care a avut loc în familia Chadwick și l-a auzit pe Leslie Groves spunând: „Desigur, scopul real al producerii bombei îl reprezintă supunerea sovieticilor”. Până la sfârșitul anului 1944 a fost, de asemenea, evident faptul că Germania abandonase planul producerii propriei bombe atomice și Rotblat a cerut să părăsească proiectul. Chadwick i-a arătat lui Rotblat un dosar de securitate în care acesta din urmă era acuzat că ar fi spion sovietic și că, după ce a învățat să zboare la Los Alamos, a fost suspectat că ar dori să se alăture Royal Air Force pentru a putea zbura în Polonia și de acolo în Uniunea Sovietică. În plus, el a fost acuzat că vizitase o anumită persoană la Santa Fe și că îi lăsase un cec în alb acesteia pentru a finanța formarea unei celule comuniste.
În fapt, Rotblat a fost capabil să arate că multe dintre informațiile din dosar au fost fabricate. În plus, FBI a arătat că în 1950, prietena lui Rotblat din Santa Fe a fost urmărită în California și ea a negat categoric povestea. De fapt, cecul nu a fost niciodată încasat și fusese lăsat pentru a se plăti cu el lucruri care nu erau disponibile în Marea Britanie în timpul războiului. În amintirile sale din 1985, Rotblat a spus cum o cutie care conținea „toate documentele mele” a dispărut cu prilejul deplasării sale cu trenul de la Washington la New York în scopul de a părăsi țara. Prezența unui număr mare documente personale ale lui Rotblat la Los Alamos, arhivate acum la Centrul Arhivistic Churchill este „total în contradicție cu relatarea evenimentelor de către Rotblat”. Lui Rotblat nu i s-a permis să reintre în Statele Unite până în 1964. El a fost singurul fizician care a părăsit Proiectul Manhattan din motive de conștiință, deși și alții au refuzat mai târziu să lucreze la bombe atomice după înfrângerea Japoniei.

## Ploile radioactive
Rotblat a revenit în Marea Britanie pentru a deveni lector universitar și director de cercetare în fizică nucleară la Universitatea din Liverpool. El a decis să nu se întoarcă în Polonia comunistă și a obținut cetățenia britanică. I s-au alăturat mama, sora și unul dintre frații săi. S-a simțit trădat prin utilizarea armelor atomice împotriva Japoniei și a pledat pentru un moratoriu de trei ani cu privire la cercetarea atomică. Rotblat a susținut că cercetarea lui ar trebui să aibă un scop pașnic, așa că a devenit preocupat de folosirea radiațiilor în medicină și biologie. În 1949, el a devenit profesor de fizică la Spitalul Sf. Bartolomeu („Barts”) din Londra, cu scurt timp înainte de a primi titlul de doctor la Universitatea din Liverpool în 1950. De asemenea, el a lucrat la mai multe organisme oficiale în programe legate de fizica nucleară și a organizat Atom Train, o mare expoziție itinerantă pentru școli cu privire la energia nucleară folosită în scopuri civile.
La Spitalul Sf. Bartolomeu, Rotblat a cercetat efectele radiațiilor asupra organismelor vii, îndeosebi asupra îmbătrânirii și a fertilității. Acest lucru i-a creat o preocupare pentru ploile radioactive, în special cu privire la stronțiu-90 și la limitele de siguranță ale radiațiilor ionizante. În 1955, el a demonstrat că nivelul de contaminare în urma ploilor radioactive după testul Castle Bravo din cadrul testelor nucleare realizate de SUA în atolul Bikini ar fi fost mult mai mare decât cel declarat oficial. Până atunci linia oficială a fost că o creștere a puterii de distrugere a bombelor atomice nu era însoțită de o creștere echivalentă a radioactivității eliberate. Oamenii de știință japonezi, care au colectat date de la o navă de pescuit, Lucky Dragon, care a fost expusă din neatenție la ploile radioactive, nu au fost de acord cu acest lucru. Rotblat a reușit să deducă faptul că explozia bombei avea trei etape și a arătat că faza de fisiune de la sfârșitul exploziei a crescut cantitatea de radioactivitate de o mie de ori. Raportul lui Rotblat a fost preluat de către mass-media și a contribuit la o dezbatere publică care a avut ca rezultat final o serie de teste atmosferice realizate de Partial Nuclear Test Ban Treaty.

## Activitatea pacifistă
Rotblat a crezut că oamenii de știință ar trebui să fie preocupați întotdeauna de consecințele etice ale muncii lor. El a devenit unul dintre cei mai importanți critici ai cursei de înarmare nucleară, fiind cel mai tânăr semnatar al Manifestului Russell-Einstein în 1955, și a prezidat conferința de presă în care a fost lansat acest manifest. Ca urmare a reacțiilor pozitive stârnite de această dezbatere, Cyrus Eaton s-a oferit să finanțeze influentele Conferințe Pugwash privind Știința și Afacerile Mondiale. Împreună cu Bertrand Russell și cu alții, Rotblat a organizat prima conferință în 1957 și a continuat să lucreze în cadrul acestora până la moartea sa. În ciuda Cortinei de Fier și a Războiului Rece, el a pledat pentru stabilirea unor legături între oamenii de știință din Vest și din Est. Din acest motiv, conferințele Pugwash au fost privite cu suspiciune. Inițial, guvernul britanic a crezut că acestea sunt un fel de „adunări comuniste”. Cu toate acestea, el l-a convins pe J. D. Cockcroft, un membru al Autorității pentru Energie Atomică a Regatului Unit, să-i sugereze pe cine să invite la conferința din 1958. El a rezistat cu succes la o încercare ulterioară de a prelua conferințele, făcându-l pe un funcționar superior din Foreign Office să scrie că „dificultatea constă în a-l face pe prof. Rotblat să acorde atenție la ceea ce credem noi... El este, fără îndoială, gelos pe independența și integritatea sa științifică” și că stabilirea „unui nou organizator pentru delegația britanică pare a fi prima nevoie, dar nu știu dacă există vreo speranță pentru acest lucru”. Pe la începutul anilor 1960, Ministerul Apărării a crezut că Conferințele Pugwash au devenit „acum o organizație respectabilă”, iar Foreign Office a declarat că are „binecuvântarea oficială” și că orice descoperire ar putea foarte bine să provină de la astfel de întruniri. În paralel cu Conferințele Pugwash, Rotblat s-a alăturat lui Einstein, Oppenheimer, Russell și altor oameni de știință pentru a fonda World Academy of Art and Science, a cărei constituire fusese propusă de către aceștia la mijlocul anilor 1950 și a fost pusă în practică în mod oficial în 1960. După ratificarea Partial Nuclear Test Ban Treaty, Rotblat a fost făcut în 1965 cavaler al Ordinului Imperiului Britanic.

## Sfârșitul carierei
Rotblat s-a retras de la St Bartholomew's în 1976. În perioada 1975-1976 a fost profesor invitat de relații internaționale la Universitatea din Edinburgh. El credea că oamenii de știință au o responsabilitate morală și, la fel cum Jurământul lui Hipocrate oferă un cod de conduită pentru medici, a crezut că oamenii de știință ar trebui să aibă propriul cod de conduită morală, un jurământ al lui Hipocrate pentru oamenii de știință. În timpul mandatului său ca președinte al conferințelor Pugwash, Rotblat l-a nominalizat pe fizicianul israelian Mordechai Vanunu pentru Premiul Nobel pentru Pace în fiecare an din 1988 până în 2004. Vanunu a dezvăluit amploarea programului de arme nucleare al Israelului și, în consecință, a petrecut 18 ani în închisoare, inclusiv mai mult de 11 ani de izolare.
Rotblat a militat neîncetat împotriva armelor nucleare. Într-un interviu acordat cu puțin timp înaintea alegerilor prezidențiale din SUA din 2004, el și-a exprimat convingerea că Manifestul Russell-Einstein are încă „o mare relevanță astăzi, după 50 de ani, în special în legătură cu alegerea unui președinte în Statele Unite ale Americii” și, mai presus de toate, cu privire la folosirea preemptivă potențială a armelor nucleare. Ideea centrală a punctului său de vedere au fost cuvintele Manifestului Russell-Einstein cu care a încheiat discursul său de acceptare a Premiului Nobel în 1995: „Mai presus de toate, amintiți-vă de umanitatea voastră”.
Rotblat a servit ca redactor-șef al revistei Physics in Medicine and Biology și a fost fondator și membru al consiliului editorial al Journal of Environmental Peace.
Rotblat a fost președinte al mai multor instituții și asociații profesionale și, de asemenea, co-fondator și membru al consiliului de conducere al Stockholm International Peace Research Institute, precum și membru al Comitetului Consultativ pentru Cercetare Medicală al Organizației Mondiale a Sănătății.
Rotblat a fost evreu polonez, născut și educat la Varșovia, care a trăit, ulterior, în Marea Britanie. Până în ultimele zile ale vieții sale, el a vorbit perfect poloneza și a subliniat legăturile sale cu Polonia, spunând că el a fost un „polonez cu pașaport britanic”.

## Premii și distincții
Rotblat a obținut Premiul pentru Pace Albert Einstein în 1992 și a fost ales membru al Royal Society (FRS) în 1995. El a fost înnobilat în 1998. Certificatul său de alegere în Royal Society menționează: 
„El a adus contribuții importante în domeniul fizicii nucleare atât înainte, cât și după ce a lucrat în timpul războiului în cercetări cu privire la energia atomică la Liverpool și la Los Alamos. Acestea au inclus observații cu privire la distribuția unghiulară a protonilor din reacție (d,p), ceea ce a condus la un instrument important pentru determinarea spinului și parității nivelurilor nucleare. El a lucrat în aplicațiile medicale ale fizicii nucleare, iar mai târziu cu privire la efectele biologice ale radiațiilor. Activitatea sa remarcabilă constă în munca depusă pentru Conferința Pugwash cu privire la Știință și Afaceri Mondiale. El a fost unul dintre fondatorii acestor conferințe, iar în ultimii 37 de ani a susținut neobosit și entuziasmat conferințele, ceea ce a permis oamenilor de știință din întreaga lume și cu ideologii opuse să discute în mod obiectiv despre ideile care-i separă. Devotamentul lui neobosit pentru această cauză și inspirația lui au fost vitale pentru dezvoltarea și existența continuă a conferințelor.”
El a împărțit, împreună cu Conferințele Pugwash, Premiul Nobel pentru Pace din 1995 pentru eforturile depuse către dezarmarea nucleară cu următoarea justificare „pentru eforturile de a diminua rolul jucat de armele nucleare în afacerile internaționale și, pe termen lung, de a elimina astfel de arme”. Rotblat a fost ales în Societatea Regală din Marea Britanie în același an și a fost făcut cavaler în 1998 
Spre sfârșitul vieții sale, el a fost, de asemenea, ales membru de onoare al Asociației Internaționale a Studenților de Fizică. Fundația Jamnalal Bajaj din India i-a acordat Premiul Jamnalal Bajaj în 1999.